# Helianthus annuus
Il girasole comune (Helianthus annuus L., 1753) è una pianta annuale con una grande infiorescenza a capolino appartenente alla famiglia delle Composite.

## Etimologia
Il nome generico (Helianthus) deriva da due parole greche: ”helios” (= sole) e ”anthos” (= fiore) in riferimento alla tendenza della pianta a girare sempre il bocciolo verso il sole, prima della fioritura (il fiore maturo invece è sempre rivolto ad est). Questo comportamento è noto come eliotropismo.
L'epiteto specifico (annuus) indica il tipo di ciclo biologico (annuale). Anche il nome comune italiano (Girasole) richiama la rotazione dei boccioli in direzione del sole. Il termine “girasole” è anche usato per indicare le altre piante appartenenti al genere "Helianthus", molte delle quali sono perenni.
Il binomio scientifico attualmente accettato (Helianthus annuus) è stato proposto da Linneo (1707 – 1778) biologo e scrittore svedese, considerato il padre della moderna classificazione scientifica degli organismi viventi, nella pubblicazione Species Plantarum del 1753.

## Descrizione

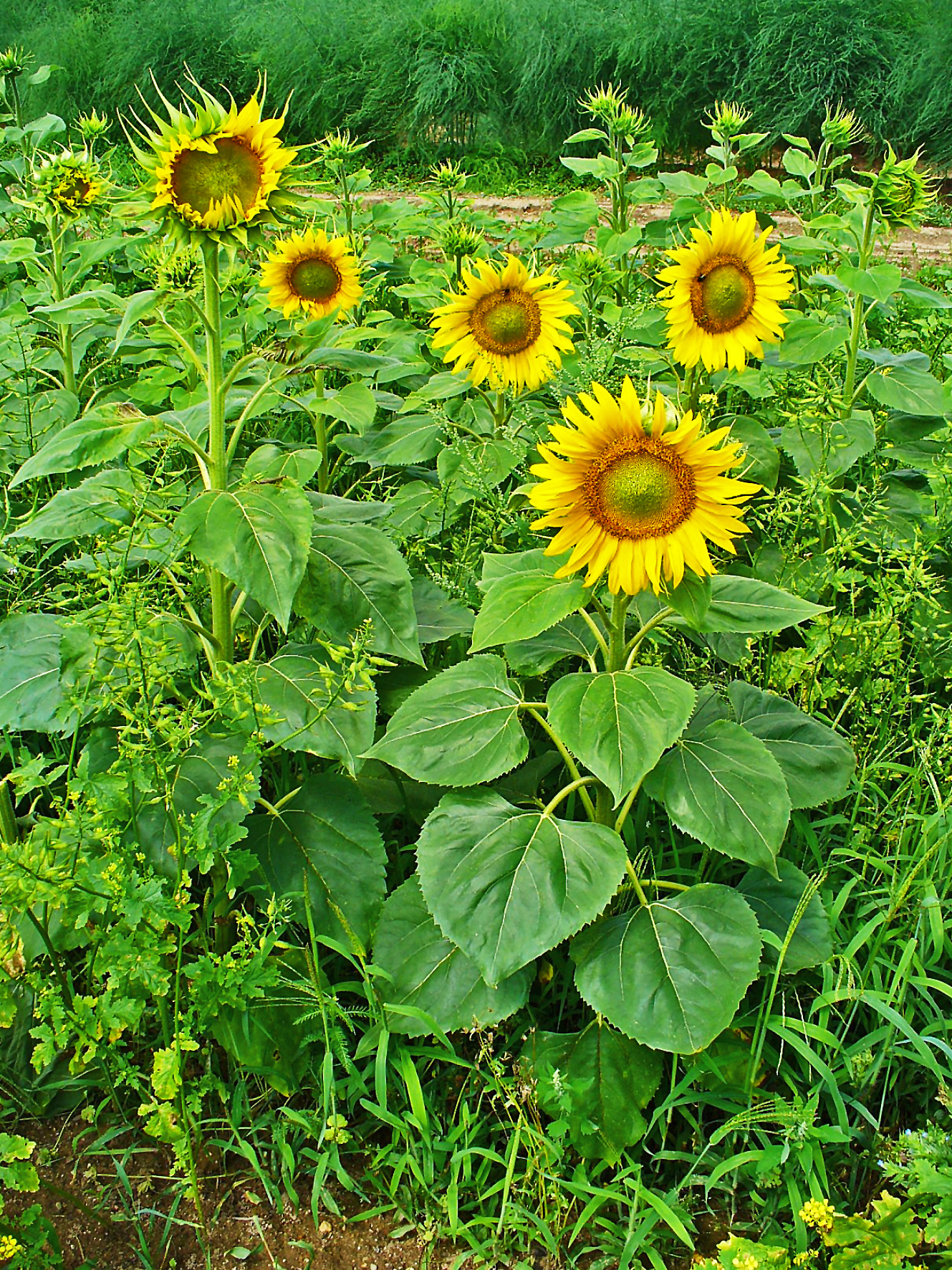
Il portamento

Il fusto nei paesi di origine può superare quattro metri. La forma biologica della specie è terofita scaposa (T scap), sono piante erbacee che differiscono dalle altre forme biologiche poiché, essendo annuali, superano la stagione avversa sotto forma di seme; sono inoltre munite di asse fiorale eretto, spesso con poche foglie. La pianta ha una pubescenza ruvida.

### Radici
L'apparato radicale è di tipo fittonante, si sviluppa molto in larghezza e soprattutto in profondità (può arrivare anche a due metri sottoterra), con elevate capacità di assorbire l'acqua ed elementi nutritivi. Per questo non ha bisogno di importanti irrigazioni.

### Fusto
- Parte ipogea: la parte sotterranea è fittonante con organi di riserva.
- Parte epigea: la parte aerea del fusto è eretta e ascendente. La superficie è scanalata, ruvida e irsuta (con setole patenti), mentre la sezione è grossa (diametro 1 – 10 cm). Può essere sia semplice che ramosa (in alto).

### Foglie

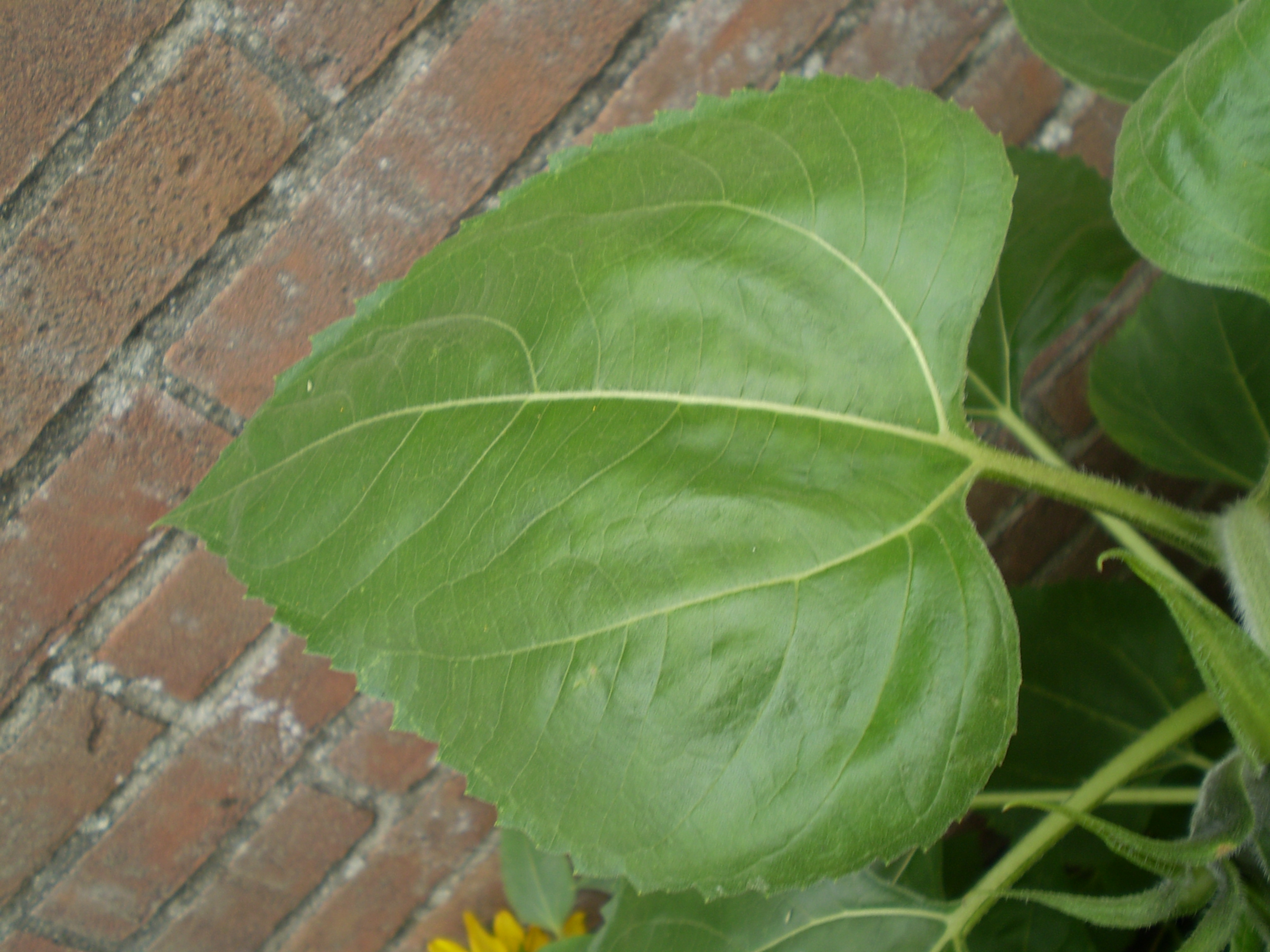
La foglia

Le foglie sono grandi a disposizione opposta alla parte bassa del fusto, e a disposizione alterna nel resto della pianta.
Il picciolo è lungo: circa 2 – 20 cm. La forma è largamente ovata o anche triangolare e cuoriforme alla base, l'apice acuminato. I margini sono seghettati. La superficie è ruvida e percorsa da tre nervature. La larghezza è di 5 – 8 cm, la lunghezza di 8 – 12 cm.

### Infiorescenza
Quello che viene definito il fiore è in realtà il capolino (chiamato in generale infiorescenza), composto da un insieme di numerosi fiori. Il capolino per ogni pianta generalmente è unico; se presenti altri capolini (eventualmente pochi, al massimo fino a 9), quelli laterali sono più piccoli. La struttura dei capolini è quella tipica delle Asteraceae: un peduncolo ingrossato sorregge un involucro emisferico villoso composto da più brattee (o squame, generalmente da 20 a 30) a disposizione embricata e poste in diverse serie che fanno da protezione al ricettacolo  lievemente convesso e munito di pagliette avvolgenti i semi, sul quale s'inseriscono due tipi di fiori: quelli esterni, chiamati "fiori dei petali" (da 17 a 30), ligulati che possono essere gialli, o eventualmente marroni, arancioni o di altri colori (specialmente nei cultivar) e sono disposti in un unico rango; quelli interni, chiamati "fiori del disco" (fino a 150, ma anche di più), sono tubulosi di colore arancio scuro-bruno. Le brattee dell'involucro sono di due tipi: quelle esterne di tipo fogliaceo, largamente ovate e acuminate; quelle interne più brevi, lineari (simili alle pagliette del ricettacolo) e abbraccianti per metà gli acheni. Diametro del capolino: da 8 a 15 cm (nelle piante coltivate da 20 a 50 cm). Lunghezza del peduncolo: 20 cm. Diametro dell'involucro: 15 – 40 mm (massimo 200 mm). Dimensione delle squame/brattee: larghezza 5 – 8 mm; lunghezza 13 – 25 mm.
La sistemazione dei fiori all'interno del disco avviene secondo la sezione aurea, ottenendo uno schema a spirali in cui il numero di spirali orarie e di quelle antiorarie sono successivi numeri di Fibonacci. Di solito ci sono 34 spirali in un senso e 55 nell'altro; in girasoli molto grandi si possono trovare 89 spirali in un senso e 144 nell'altro.

### Fiore
I fiori sono simpetali, zigomorfi (quelli ligulati) e attinomorfi (quelli tubulosi); sono inoltre tetra-ciclici (formati cioè da 4 verticilli: calice – corolla – androceo – gineceo) e pentameri (calice e corolla formati da 5 elementi). Sono inoltre ermafroditi, più precisamente i fiori del raggio (quelli ligulati) sono sterili; mentre quelli del disco centrale (tubulosi) sono ermafroditi.
- Formula fiorale: per questa pianta viene indicata la seguente formula fiorale:

* K 0/5, C (5), A (5), G (2), infero, achenio 

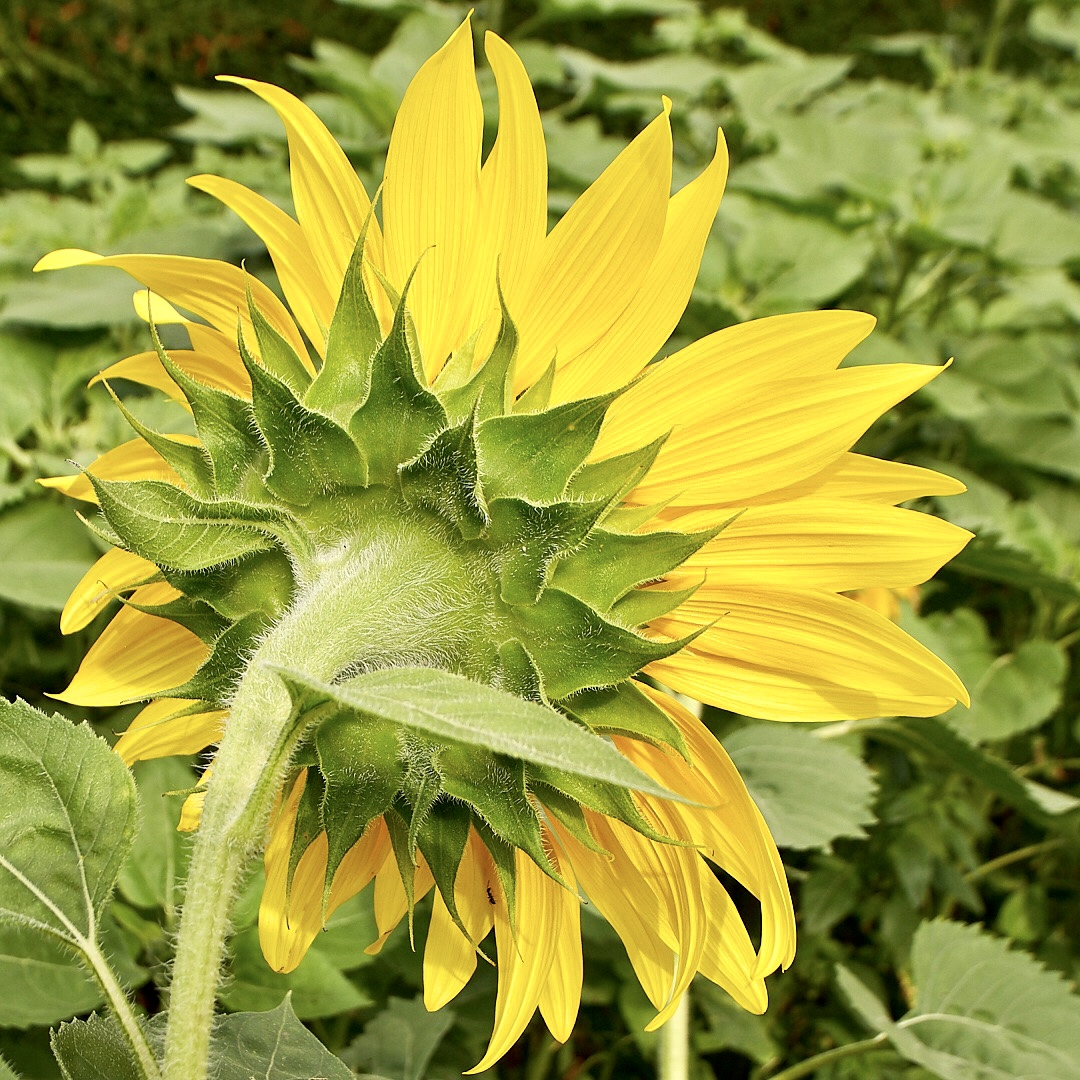
Il gambo del girasole e il calice formano un angolo di 120° in modo che il fiore del girasole possa assorbire molta luce solare con un angolo di 30° sopra l'orizzonte. Il fiore raggiunge la resistenza al carico all'angolo ispessendo il gambo. I peli difensivi proteggono dall'avanzata dei predatori verso il fiore

- Calice: i sepali sono ridotti ad una coroncina di squame.
- Corolla: i fiori periferici (ligulati) sono nastriformi (provvisti di lunghe lingule – sono decisamente più lunghi dell'involucro) a forma lanceolata e a disposizione raggiante. Quelli del disco centrale (tubulosi) hanno delle corolle tubulari a 5 denti. Dimensione dei fiori ligulati: larghezza 2 cm; lunghezza 5 – 10 cm. Lunghezza dei fiori tubulosi: 5 – 8 mm.
- Androceo: gli stami sono 5 con dei filamenti liberi; le antere  invece sono saldate fra di loro e formano un manicotto che circonda lo stilo. Le antere alla base sono ottuse[7] e colorate di nero, marrone o giallo.
- Gineceo: lo stilo è unico con uno stimma filiforme-conico assai breve e pubescente; l'ovario è infero e uniloculare formato da due carpelli concresciuti e contenente un solo ovulo.
- Fioritura: da luglio a ottobre.

### Frutti

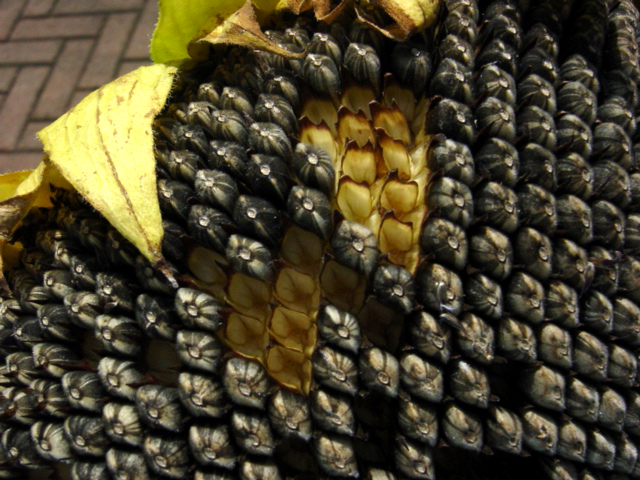
I frutti

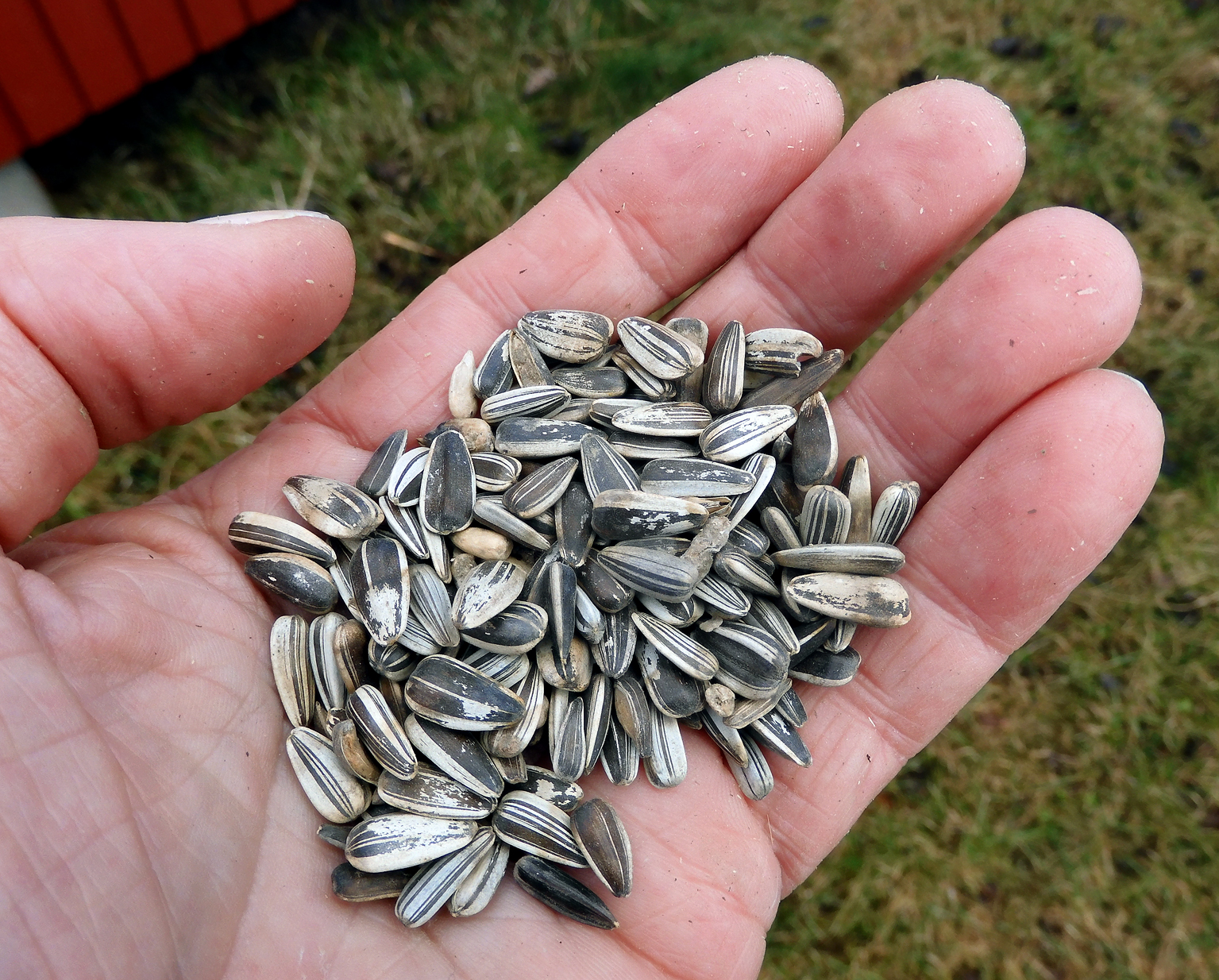
Semi di girasole.

Quando i fiori del disco maturano, diventano semi. Tuttavia ciò che è comunemente chiamato seme è in realtà il frutto (un achenio) della pianta, con i veri semi circondati da pula indigeribile e provvisto di un pappo formato da due squame (o denti) lineari-acute e precocemente caduche. La forma degli acheni va da ovale a oblunga ed è compresso longitudinalmente (Amigdaliforme). Il colore è variabile da nero a grigio chiaro. La superficie è vellutata. I semi hanno colori e dimensioni diverse: si distinguono in corti, medi e lunghi (in quelli medi la lunghezza è il doppio della larghezza, mentre quelli più corti contengono più olio); i colori vanno dal bianco, al giallo-paglierino, al grigio e fino al nerastro. Dimensioni del frutto: 8 – 15 mm. Lunghezza delle squame/denti: 1 – 3,5 mm.

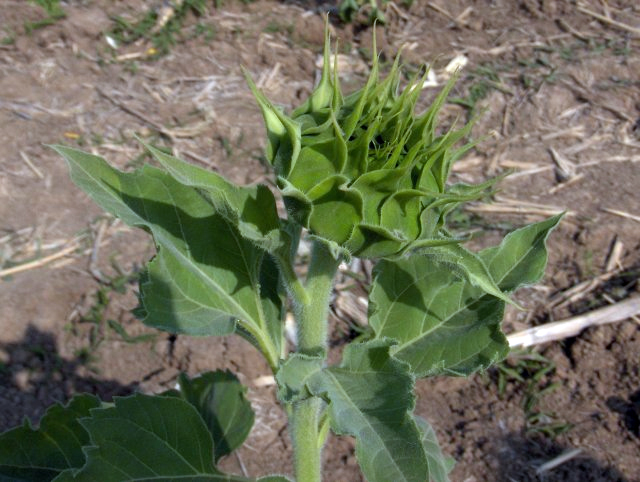
Stadio precoce della formazione del capolino
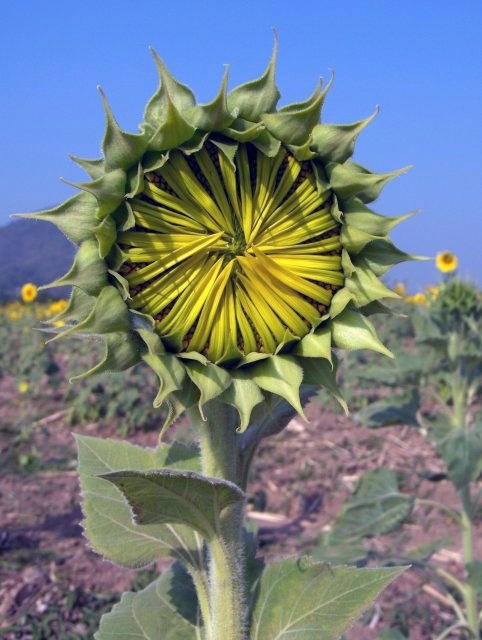
Le ligule sono ancora chiuse
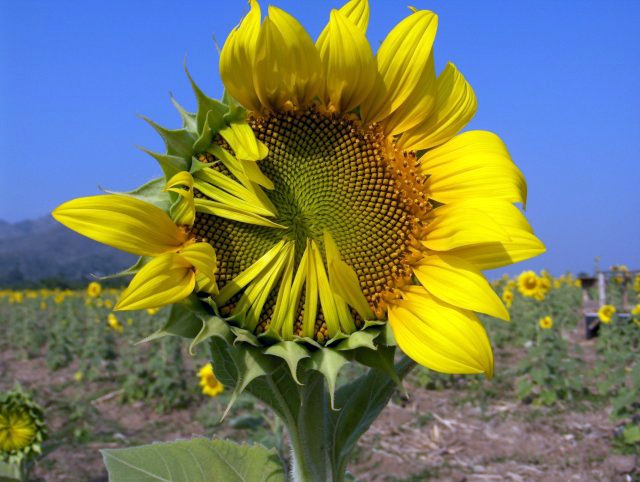
Le ligule sono quasi completamente aperte
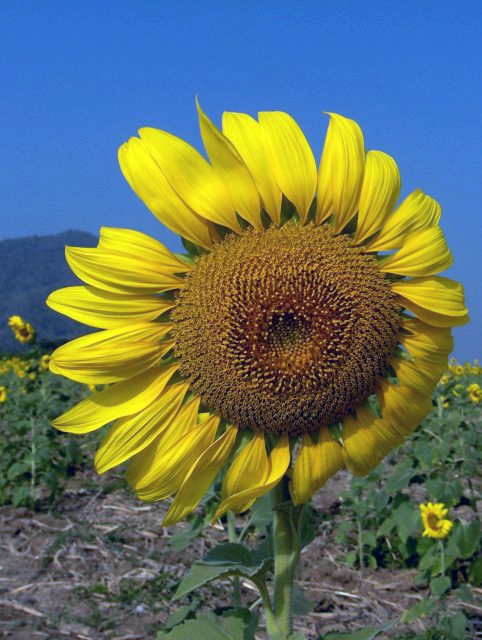
Le ligule si sono completamente aperte

### Polline

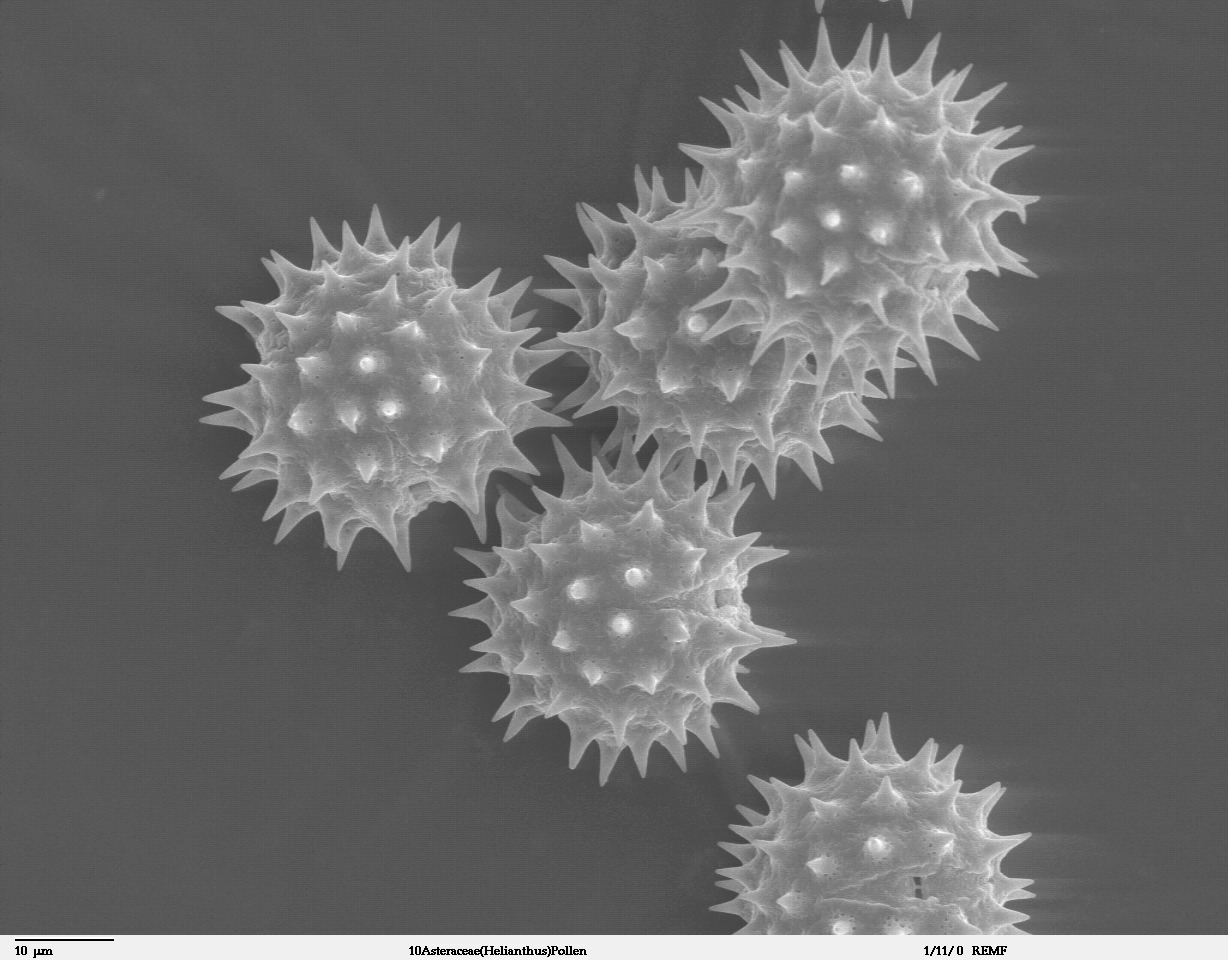
Polline al microscopio

## Biologia

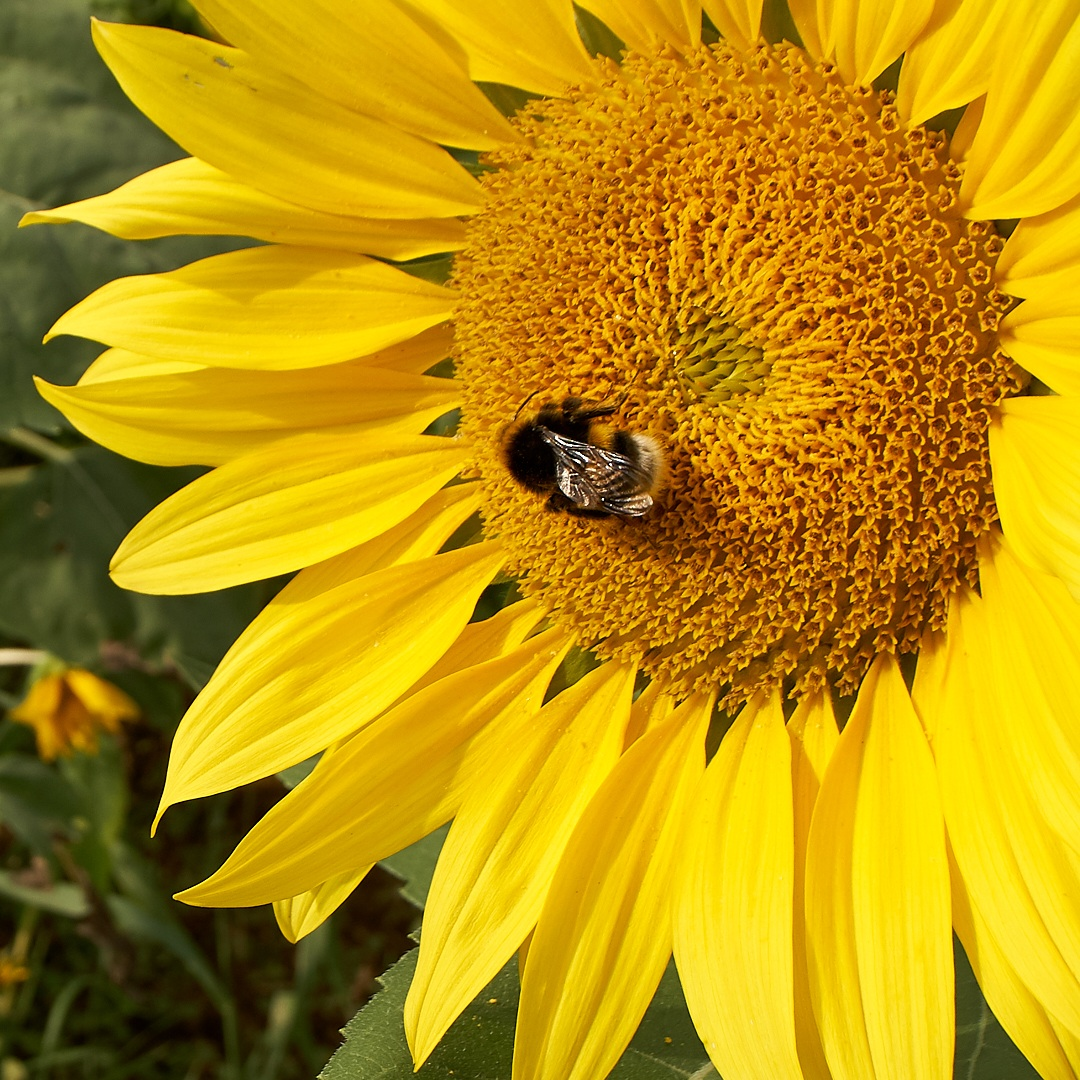
L'impollinazione è effettuata dagli insetti, specialmente dalle api, qui da un bombo

- Impollinazione: l'impollinazione avviene tramite insetti (specialmente api ed è chiamata impollinazione entomogama).
- Riproduzione: la fecondazione avviene fondamentalmente tramite l'impollinazione dei fiori (vedi sopra).
- Dispersione: i semi cadendo a terra sono successivamente dispersi soprattutto da insetti tipo formiche (disseminazione mirmecoria).

## Distribuzione e habitat

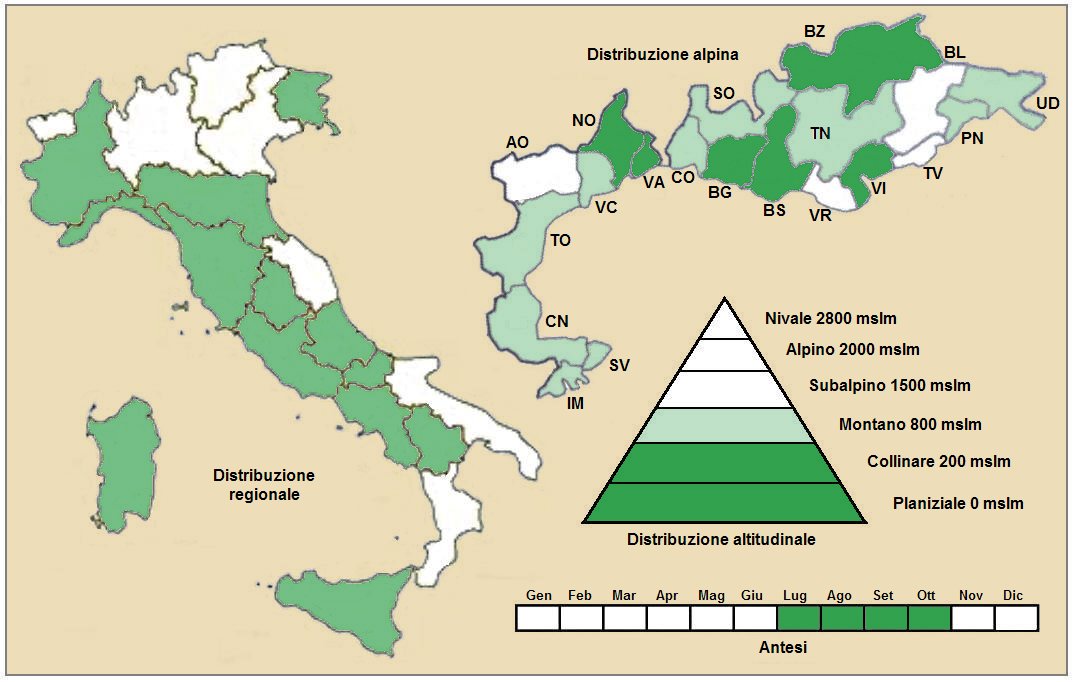
Distribuzione della pianta
(Distribuzione regionale – Distribuzione alpina)

- Geoelemento: il tipo corologico (area di origine) è Sud Americano/Nord Americano
- Distribuzione: in Italia ha una distribuzione abbastanza continua ma allo stato spontaneo è considerato esotico naturalizzato[9]. Contrariamente alla proiezione qui accanto, nelle Marche si trovano sia coltivazioni estensive che da giardino. Alpi è frequente soprattutto nelle seguenti province: NO VA BG BS BZ VR, un po' meno nelle altre. Oltreconfine (sempre nelle Alpi) si trova in Francia (dipartimenti di Alpes-de-Haute-Provence, Savoia e Alta Savoia) e in Austria. Sugli altri rilievi europei si trova nel Massiccio del Giura e Pirenei[10].
- Habitat: l'habitat tipico di questo fiore sono le aree presso gli orti (coltivi umani) e zone abbandonate (macerie e rifiuti), ambienti ruderali, strade rurali e scarpate. Il substrato preferito è sia calcareo che siliceo con pH neutro, alti valori nutrizionali del terreno che deve essere mediamente umido.
- Distribuzione altitudinale: sui rilievi queste piante si possono trovare fino a 1500 m s.l.m.; frequentano quindi i seguenti piani vegetazionali: collinare e in parte montano (oltre a quello planiziale – a livello del mare).

### Fitosociologia
Dal punto di vista fitosociologico la specie di questa voce appartiene alla seguente comunità vegetale:
Formazione: delle comunità terofiche pioniere nitrofile
Classe: Chenopodio-Stellarienea mediae

## Tassonomia
La famiglia di appartenenza della H. annuus (Asteraceae o Compositae, nomen conservandum) è la più numerosa del mondo vegetale, comprende oltre 23000 specie distribuite su 1535 generi (22750 specie e 1530 generi secondo altre fonti). Il genere di appartenenza (Helianthus) è composto da circa 50-70 specie secondo i vari autori. Le varie specie del genere vengono distinte soprattutto in base al ciclo biologico: annuo o poliennale. H. annuus ovviamente appartiene al primo gruppo. Il numero cromosomico di H. annuus è: 2n = 34.

### Variabilità
H. annuus è una specie molto variabile e ancora manca di una stabile e ampiamente adottata classificazione infraspecifica. Diverse forme sono presenti specialmente con colorazioni diverse nei fiori del raggio. I problemi di classificazione sono inoltre accentuati da fatto che questa specie si ibrida facilmente con altre specie annuali.
Il botanico Jacobus Antonius Cortusus (morto nel 1593) descrisse all'amico Pietro Andrea Mattioli (1500 – 1577), medico e botanico di Siena, un esemplare alto 20 spanne (circa 4 metri). Altre fonti riportano che nel 1567 a Padova crebbe un girasole alto 12 metri. I semi di identica provenienza generarono altri esemplari che crebbero fino ad 8 metri di altezza in altri luoghi (per esempio Madrid) ed altri periodi. Più recentemente esemplari alti oltre otto metri sono stati ottenuti sia nei Paesi Bassi che in Canada (Ontario).

### Ibridi
Data l'importanza economica della specie di questa voce, diversi studi sono stati fatti sui fenomeni di ibridazione di H. annuus con altre specie dello stesso genere. Qui di seguito vengono segnalati alcuni di questi studi. Alcune ricerche hanno dimostrato che la specie Helianthus anomalus SF Blake (1931) è un ibrido derivato dall'incrocio di H. annuus con Helianthus petiolaris Nuttall (1821).
Lo studio condotto dal professore Loren Rieseberg (del UBC Botanical Garden - University of British Columbia, Vancouver, Canada) ha evidenziato che le due specie genitori (H. annuus e H. petiolaris) differiscono per almeno dieci riassetti genomici (tre inversioni e sette traslocazioni) che influiscono sulla ricombinazione e aumentano la possibilità di introgressione delle specie ibride figlie. Oltre a H. anomalus le due specie genitore (H. annuus e H. petiolaris), in passato, hanno prodotto altre due nuove specie: Helianthus deserticola Heiser (1960) e Helianthus paradoxus Heiser (1958). Normalmente la speciazione (creazione di nuove specie) è associata alla poliploidia, in questo caso invece si è avuta una “ibridazione diploide" in quanto sia le specie genitori che figlie sono diploidi.
Un habitat adatto può favorire il ripristino della fertilità negli ibridi (e quindi una spinta favorevole alla speciazione) senza che necessariamente vi sia una modificazione del numero cromosomico (ibridazione omoploide). Nel caso precedente ad esempio H. annuus predilige suoli compatti e argillosi, mentre H. petiolaris preferisce suoli sabbiosi. I tre ibridi citati abitano substrati completamente diversi: H. anomalus e H. deserticola colonizzano suoli molto aridi, mentre H. paradoxus si trova bene in zone umide e salmastre. La specie di questa voce è stata utile anche per studiare l'ibridazione introgressiva (o introgressione).
Questo processo consiste in continui reincroci dei discendenti ibridi con una delle specie parentali; si ottiene così che alcuni caratteri di una specie vengano incorporati in modo permanente nell'altra (utile ad esempio nella coltivazione per ottenere precise caratteristiche desiderate). Un altro studio è stato fatto sugli ibridi naturali di H. annuus con Helianthus argophyllus Torrey & A. Gray  (1842). Le specie figlie differiscono tra di loro per due traslocazioni cromosomiche reciproche (un frammento di cromosoma viene trasferito in un altro cromosoma non omologo) riducendo così la fertilità degli ibridi.
Altri ibridi:
- Helianthus × multiflorus L. (1753) – Ibrido con Helianthus decapetalus L.

### Sinonimi
Questa entità ha avuto nel tempo diverse nomenclature. L'elenco seguente indica alcuni tra i sinonimi più frequenti:

- Helianthus annuus subsp. jaegeri (Heiser) Heiser
- Helianthus annuus subsp. lenticularis (Douglas ex Lindley) Cockerell
- Helianthus annuus subsp. texanus Heiser
- Helianthus annuus var. lenticularis (Douglas ex Lindley) Steyermark
- Helianthus annuus var. macrocarpus (de Candolle) Cockerell
- Helianthus aridus Rydberg (1905)
- Helianthus cultus Wenzlaff (1941)
- Helianthus erythrocarpus Bartling (1840)
- Helianthus giganteus Loureiro (1790), non L. 
- Helianthus indicus L. (1767)
- Helianthus jaegeri Heiser
- Helianthus lenticularis Douglas ex Lindley
- Helianthus macrocarpus de Candolle 
- Helianthus multiflorus L. 
- Helianthus ovatus Lehm. 
- Helianthus platycephalus Cass. (1821)
- Helianthus ruderalis Wenzlaff 

### Specie simili
Il “Girasole comune” è uno dei fiori più caratteristici e riconoscibili e quindi difficilmente confondibile con altre specie. Qui vengono brevemente citate le altre specie dello stesso genere (Helianthus) presenti spontaneamente sul territorio italiano. Tutte sono comunque considerate sub-spontanee o esotiche naturalizzate.
- Helianthus decapetalus L. - Girasole semplice: è una specie perenne con capolino più piccolo (diametro di 5 – 7 cm); viene indicata una presenza (ma non confermata) nel Piemonte.
- Helianthus multiflorus L. - Girasole doppio: probabilmente è derivato dalla specie H. decapetalus; il capolino è più grande con un numero maggiore di fiori raggianti (20 e più); si trova nel Friuli-Venezia Giulia.
- Helianthus pauciflorus Nutt. subsp. pauciflorus - Girasole selvatico: è una specie perenne con foglie più lanceolate; è presente in gran parte della Penisola (isole comprese).
- Helianthus tuberosus L. - Topinambur o Girasole del Canada: è la specie più diffusa e conosciuta dopo il “Girasole comune”; ha un portamento più slanciato ed è più ramoso; i capolini sono più piccoli (diametro di 4 – 5 cm); è comune in tutta l'Italia.

## Usi

### Farmacia
Alcune parti di questo fiore contengono il glucoside della quercetina (quercimeritrina), alcune basi amminiche, dei sali di calcio dell'acido solanico e una xantofilla. Le proprietà curative secondo la medicina popolare sono:
- febbrifuga (abbassa la temperatura corporea);
- diuretica (facilita il rilascio dell'urina);
- antimalarica (combatte la malaria);
- espettorante (favorisce l'espulsione delle secrezioni bronchiali);
- stomachica (agevola la funzione digestiva).

### Alimentazione

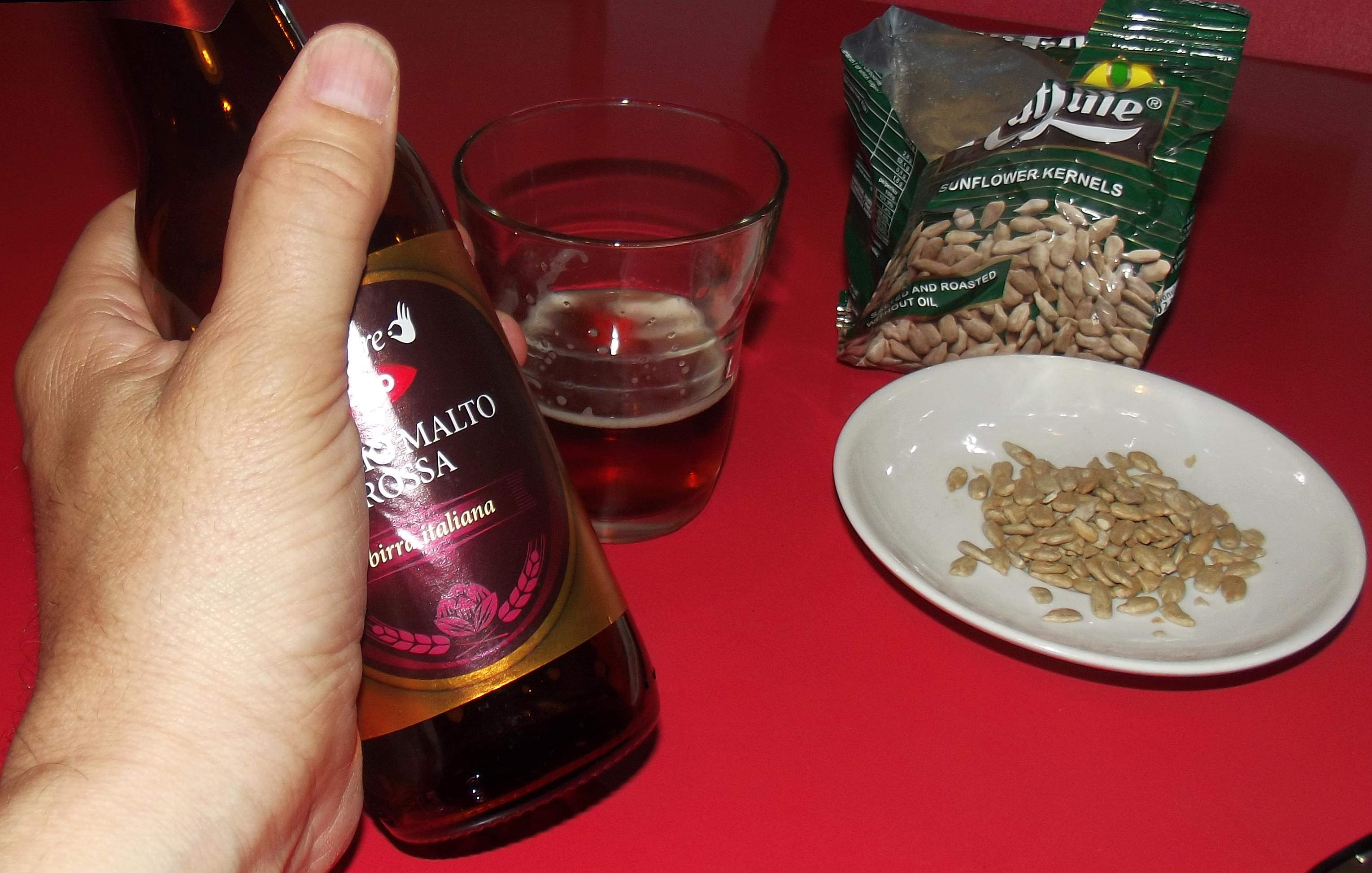
Semi di girasole tostati e salati

È una pianta mellifera e si può ottenere miele monoflorale nelle zone di ampia coltivazione, ha una cristallizzazione rapida e un giallo intenso.
I semi di girasole vengono consumati decorticati e tostati, spesso salati come snack, specialmente in Cina, Stati Uniti ed Europa. Possono essere utilizzati per insalate o se ne può estrarre un olio. Tutt'oggi sono disponibili varietà ad alto tenore di acido oleico che non si discostano troppo dalla composizione dell'olio di oliva.
I semi del girasole per spremitura contengono le seguenti sostanze:
| Sostanza             | Quantità |
| -------------------- | -------- |
| acqua                | 6 – 14%  |
| sostanze azotate     | 8 – 19%  |
| olio grasso          | 22 – 36% |
| sostanze non azotate | 13 – 21% |
| cellulosa e ceneri   | 25 – 35% |

## Produzione
| I maggiori produttori di semi di girasole nel 2018 | I maggiori produttori di semi di girasole nel 2018 |
| Paese                                              | Produzione (tonnellate)                            |
| -------------------------------------------------- | -------------------------------------------------- |
| Ucraina                                            | 14.165.170                                         |
| Russia                                             | 12.755.725                                         |
| Argentina                                          | 3.537.545                                          |
| Romania                                            | 3.062.690                                          |
| Cina                                               | 2.550.000                                          |
| Turchia                                            | 1.949.229                                          |
| Bulgaria                                           | 1.927.040                                          |
| Ungheria                                           | 1.832.212                                          |
| Francia                                            | 1.247.936                                          |
| Stati Uniti                                        | 959.990                                            |
| Spagna                                             | 950.346                                            |

### Industria
I semi sono impiegati inoltre come mangime per uccelli e roditori. Se ne può estrarre anche olio per motori, usato per produrre biodiesel, più economico di altri carburanti. I residui della spremitura sono impiegati come mangime per il bestiame. I girasoli producono del lattice, oggetto di esperimenti volti a utilizzarli come fonti alternative di gomma ipoallergenica.

### Coltivazione

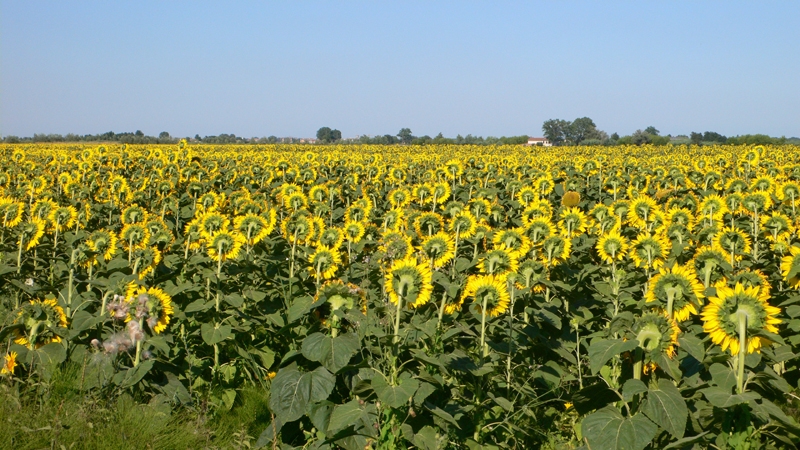
Un campo di girasoli in Emilia-Romagna

Per crescere bene, il girasole necessita di molto sole. Cresce meglio in terreni fertili, umidi, ben irrigati. I semi dovrebbero essere interrati in primavera ad interfile di 75 cm con una densità di circa 7-8 piante per metro quadrato e a 2,5 cm di profondità.
Sopporta molto meglio di altre specie, a ciclo primaverile/estivo, limitate carenze idriche. Ad ogni modo, in Italia la semina dovrebbe avvenire verso il mese di marzo nel Sud e in quello di aprile nel Nord. In questo modo si scongiurano le gelate che possono comunque compromettere i germogli.
Da coloro che non intendono coltivarlo, il girasole è considerato una pianta infestante: le varietà selvatiche crescono indesiderate nei campi di mais, soia e fagioli e possono avere effetti negativi sul raccolto.
Recentemente sono state selezionate alcune varietà di girasole con il capolino rivolto verso il basso. Queste varietà sono meno ricercate dai giardinieri come piante ornamentali, bensì preferite dai coltivatori in quanto riducono il danno provocato da uccelli e da alcune malattie delle piante. Esistono anche varietà transgeniche di girasole, più resistenti ad alcune malattie.

## Altre notizie

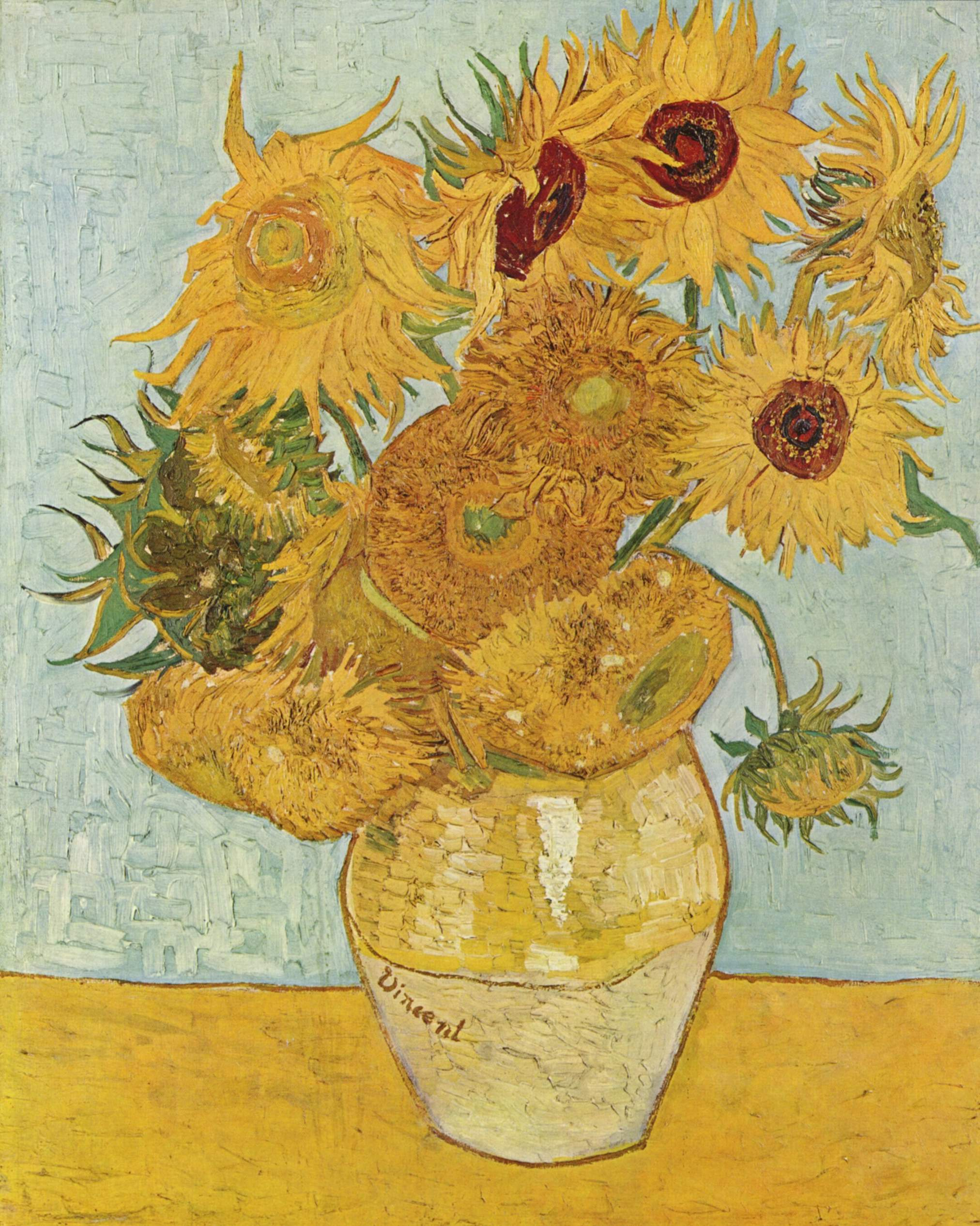
Vincent van Gogh immortalò i girasoli in una serie di dipinti ad olio su tela realizzati tra il 1888 e il 1889

### Storia
Il girasole è originario delle Americhe (dal ricco regno del Perù) dove fu coltivato fin dal 1000 a.C. Francisco Pizarro scoprì che gli Incas consideravano il girasole l'immagine del loro dio del sole. All'inizio del XVI secolo furono portati in Europa sia riproduzioni in oro del fiore, sia suoi semi.

### Il mito greco
Nella mitologia greca si racconta come una ninfa di nome Clizia si fosse innamorata del dio del sole Apollo e non facesse altro che guardare il suo carro volare nel cielo. Nove giorni dopo venne però trasformata in un girasole. Per questo motivo la parola girasole esisteva già molto tempo prima che l'Helianthus annuus venisse portato in Europa ed è evidente che il mito sopracitato (menzionato ne Le metamorfosi di Ovidio) si riferisca più propriamente all'eliotropio.

### Eliotropismo
La maggior parte dei capolini presenti in un campo di girasoli fioriti punta sempre ad est, dove il sole sorge. I boccioli di girasole non ancora maturi invece mostrano un comportamento chiamato di eliotropismo: in giornate soleggiate seguono il percorso del sole nel cielo da est ad ovest, mentre di notte e al crepuscolo tornano ad orientarsi verso est. Il fiore si muove grazie alla crescita asimmetrica dello stelo che sta sotto il bocciolo, dove una differenza di esposizione al sole dello stelo fa accumulare auxine al lato in ombra. Questo ormone induce le cellule ad allungarsi e a crescere con il conseguente piegamento dello stelo con il bocciolo che si orienta così verso il sole. Il movimento delle foglie invece, come in molte altre piante, dipende dalla presenza di cellule motrici del pulvino che si trova proprio sotto il picciolo. Il ciclo di movimento del fiore rallenta e alla fine di questo stadio di maturazione, quando il girasole fiorisce, lo stelo si blocca in direzione est. Per questo motivo i girasoli fioriti non sono più eliotropici, anche se la maggior parte dei fiori punta nella direzione in cui sorge il sole.
L'infiorescenza del fiore selvatico visibile per esempio ai bordi delle strade non si volge al sole, bensì in una direzione qualsiasi ma le foglie continuano a mostrare un certo eliotropismo.

### Come simbolo
Il girasole è il fiore simbolo dell'Ucraina. Dall'inizio dell'invasione russa dell'Ucraina, a febbraio del 2022, il fiore è diventato simbolo globale di resistenza, unità e speranza. Il movimento del girasole iniziò il 24 febbraio 2022, la data di inizio della guerra, con un video che si diffuse sui social media. Si vedeva una signora ucraina dare una busta con semi di girasole a un soldato russo dicendogli: "metti questi semi in tasca, cresceranno girasoli quando morirai".
Inoltre il girasole è il fiore simbolo dello Stato del Kansas (USA) e uno dei fiori simbolo della città di Kitakyūshū (Giappone).